# Tanystrosuchus
Tanystrosuchus (лат.) — сомнительный род динозавров-теропод, обитавший на территории современной Германии в позднем триасе (норийский ярус). Известен по единственному ископаемому шейному позвонку, найденному в формации Löwenstein. Типовой и единственный вид — T. posthumus. 

## История изучения
Позвонок, по которому был назван Tanystrosuchus (образец SMNS 4385), был первоначально найден С. Ф. Й. фон Капффом (S.F.J. von Kapff ) в 1860-х годах. Герман фон Майер описал этот позвонок в 1865 году, но не пытался его классифицировать или выделять в отдельный таксон. В 1908 году Фридрих фон Хюне изучил окаменелость и пришел к выводу, что позвонок принадлежал вымершей рептилииTanystropheus (в то время считавшемуся тероподом). Позвонок был включен в коллекцию Государственного музея естественной истории в Штутгарте, бучи при этом помечен как относящийся к фитозавру Nicrosaurus. 
Tanystrosuchus был выделен в отдельный род Kuhn в 1963 году. Тот же автор в работе 1965 года отметил, что этот вид может быть проторозавром, а не динозавром. 
В 1970 году Steel отметил, что этот Tanystrosuchus может быть синонимом рода Halticosaurus, а Norman (1990) включил род в список Theropoda incertae sedis.
В 2000 году Oliver Rauhut и Axel Hungerbühler повторно изучили образец и пришли к выводу, что, хотя позвонок принадлежал тероподу и в некоторой степени схож в строении с позвонками другого раннего раннего динозавра из триасовых отложений Германии, Liliensternus, род невозможно классифицировать из-за неполноты. По этой причине род считается nomen dubium. 